# Clifford Walker

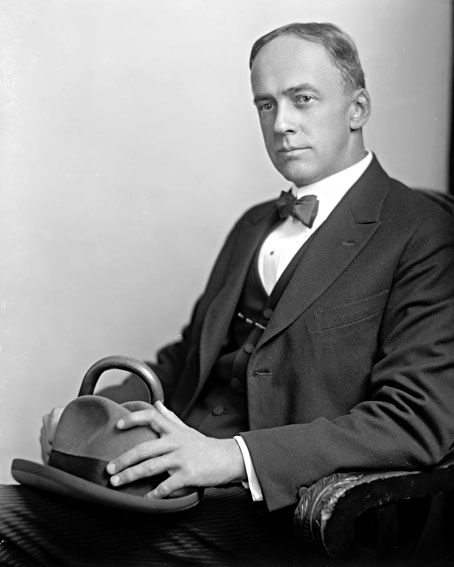
Clifford Walker

Clifford Mitchell Walker (* 4. Juli 1877 in Monroe, Walton County, Georgia; † 9. November 1954 in Atlanta, Georgia) war ein US-amerikanischer Jurist, Politiker (Demokratische Partei) und von 1923 bis 1927 Gouverneur des Staates Georgia.

## Frühe Jahre und politischer Aufstieg
Der junge Walker genoss eine Ausbildung am Georgia Military Institute und der University of Georgia, wo er Jura studierte. 1898 wurde er als Rechtsanwalt in Georgia zugelassen und fand eine Anstellung bei einer Kanzlei in Monroe. 1902 bis 1904 war er Bürgermeister seiner Heimatstadt. 1909 wurde er dann Anwalt für den westlichen Gerichtsbezirk des Staates. Dieses Amt hatte er bis 1913 inne. Nach einer zweijährigen politischen Auszeit wurde er 1915 Attorney General von Georgia. 1920 legte er dieses Amt nieder, weil er als Gouverneur kandidieren wollte. Walker unterlag seinem innerparteilichen Gegner Thomas W. Hardwick, der seinen Erfolg vor allem der Unterstützung des Ku-Klux-Klans verdankte.

## Walker und der Ku-Klux-Klan
Der ursprüngliche Ku-Klux-Klan hatte sich in den 1870er Jahren aufgelöst. 1915 wurde er allerdings erneut gegründet und fand mit seinem konservativ-rassistischen Programm sehr schnell Anhänger vor allem im Süden der USA. Auch in Georgia war der Klan unter der weißen Bevölkerung sehr populär und einflussreich. Aus diesem Grund hatte sich Hardwick auch im Wahlkampf dessen Unterstützung gesichert und damit Walker geschlagen. Nach der Wahl distanzierte sich Gouverneur Hardwick jedoch vom Klan. Darin sah Walker seine Chance: Er trat nun seinerseits in enge Beziehungen mit dieser Vereinigung und schwor dem Klan Loyalität. Das sicherte ihm dessen Unterstützung bei der Gouverneurswahl von 1922. Somit war es für Walker einfach, die Wahlen zu gewinnen und Thomas Hardwick aus dem Amt zu drängen.

## Gouverneur von Georgia
Der neue Gouverneur verhielt sich auch nach der Amtsübernahme dem Klan gegenüber loyal. Politische Entscheidungen pflegte er oft mit führenden Klan-Mitgliedern zu besprechen. Aus diesem Grunde fiel es ihm 1924 auch nicht schwer, wiedergewählt zu werden. Seine insgesamt vier Jahre als Gouverneur von Georgia verliefen unspektakulär. Er traf keine weitreichenden Entscheidungen und ließ dem Klan weitgehend freie Hand.

## Lebensabend und Tod
Nach dem Ausscheiden aus dem Amt Anfang 1927 zog er sich in das Privatleben zurück und wurde wieder Rechtsanwalt. 1928 zog er von Monroe nach Atlanta und wurde Teilhaber einer dortigen Anwaltskanzlei. Fünf Jahre später begründete er zusammen mit Joseph Kilbride das „Woodrow Wilson College of Law“ (eine juristische Fakultät) in Atlanta. Zwischen 1937 und 1952 war er als Berater für das Arbeitsministerium von Georgia tätig. Er starb im November 1954.
Walker war seit 1902 mit Rosa Matthewson verheiratet, mit der er drei Söhne hatte.